# Maria Mirtschin
Maria Mirtschin (obersorbisch Marija Měrćinowa; * 20. August 1955 in Bautzen, DDR als Maria Wehle / obersorbisch Marija Wjelic) ist eine sorbische Kunsthistorikerin.

## Leben
Mirtschin ist Tochter des sorbischen Lehrers und Autoren Jan Wjela und wuchs in ihrem Geburtsort Bautzen auf. Sie besuchte die Sorbische Erweiterte Oberschule, welche sie 1974 mit dem Abitur abschloss. Von 1974 bis 1979 absolvierte sie ein Studium der Kunstwissenschaft an der Humboldt-Universität zu Berlin bei Harald Olbrich. Nach dem Abschluss als Diplom-Kunstwissenschaftlerin war sie von 1979 bis 1991 als wissenschaftliche Mitarbeiterin am Institut für Sorbische Volksforschung bzw. ab 1992 an der Folgeeinrichtung – dem Sorbischen Institut in Bautzen – tätig.
1988 promovierte sich Mirtschin mit einer Dissertation zur sorbischen bildenden Kunst der zwanziger und dreissiger Jahre des 20. Jahrhunderts unter dem Aspekt der Heimatkunst an der Akademie der Wissenschaften der DDR. Die Arbeit gelte als „beispielgebend für eine zeitgemäße Analyse auf dem Gebiet der sorbischen Kunst [und markiere] den Beginn systematischer und kontinuierlicher kunstwissenschaftlicher Forschungen bei den Sorben“, urteilte Kunsthistorikerin Christina Bogusz, Direktorin des Sorbischen Museums, anlässlich des 65. Geburtstages von Mirtschin.
In ihrer Forschung widmete sie sich vor allem der sorbischen Kunstgeschichtsschreibung und der sorbischen bildenden Kunst. Ein Fokus lag dabei auf zeitgenössischen Kunstschaffenden des 19. und 20. Jahrhunderts sowie mittelalterlichen und barocken Themen. Mirtschin verfasste etwa vierzig Fachaufsätze. Sie war langjähriges Mitglied der Redaktion und des Redaktionsbeirates von Lětopis sowie Rozhlad und engagierte sich in der Abteilung Kunst und Literatur der Maćica Serbska. Im Sommer 2018 trat sie in den Ruhestand.
Mirtschin lebt in Bautzen.

## Schriften (Auswahl)
- Sorbische bildende Kunst der zwanziger und dreissiger Jahre des 20. Jahrhunderts unter dem Aspekt der Heimatkunst. (Dissertation) Domowina-Verlag, Bautzen 1992, ISBN 978-3-7420-0819-0.
- zusammen mit Christina Bogusz: Měrćin Nowak-Njechorński: Das grafische Werk. Domowina-Verlag, Bautzen 2000, ISBN 3-7420-1832-9.
- Der Blick von außen: Das Bild der Sorben/Wenden in der deutschen Kunst des 19. Jahrhunderts. Domowina-Verlag, Bautzen 2006, ISBN 3-7420-2039-0.
- Fiktive Welten auf Postkarten: Sorben in der Massenkultur. (In: Kleine Reihe des Sorbischen Instituts Bautzen. Bd. 13) Sorbisches Institut, Bautzen 2009, ISBN 3-9808608-9-2.
- Visuelle Identifikationen: Aspekte der Bildnisfotografie bei den Sorben vom 19. Jahrhundert bis zum Ersten Weltkrieg. (In: Kleine Reihe des Sorbischen Instituts Bautzen. Bd. 22) Sorbisches Institut, Bautzen 2015, ISBN 3-9813244-9-8.